# Dansk Mølledag
Dansk Mølledag er en landsomfattende åbent-hus-dag på vand- og vindmøller hvert år den 3. søndag i juni.
I Holland, Sverige og Tyskland holdes også mølledage i maj, juni eller juli måned på gamle, historiske møller.
Dansk Mølledag understøttes af danske museer, Dansk Møllerforening og Skov- og Naturstyrelsen for at skabe opmærksomhed om gamle vand- og vindmøller for derigennem at øge forståelsen for bevarelsen af dette stykke kulturarv. Indtil 2015 deltog også Danske Møllers Venner, der nu er ophørt.
Mølledagen er blevet afholdt siden 1993 på knap 50 gamle vand- og vindmøller med aktiviteter for børn og voksne, samtidig med at møllerne var i drift.